# اصطياد المغناطيس

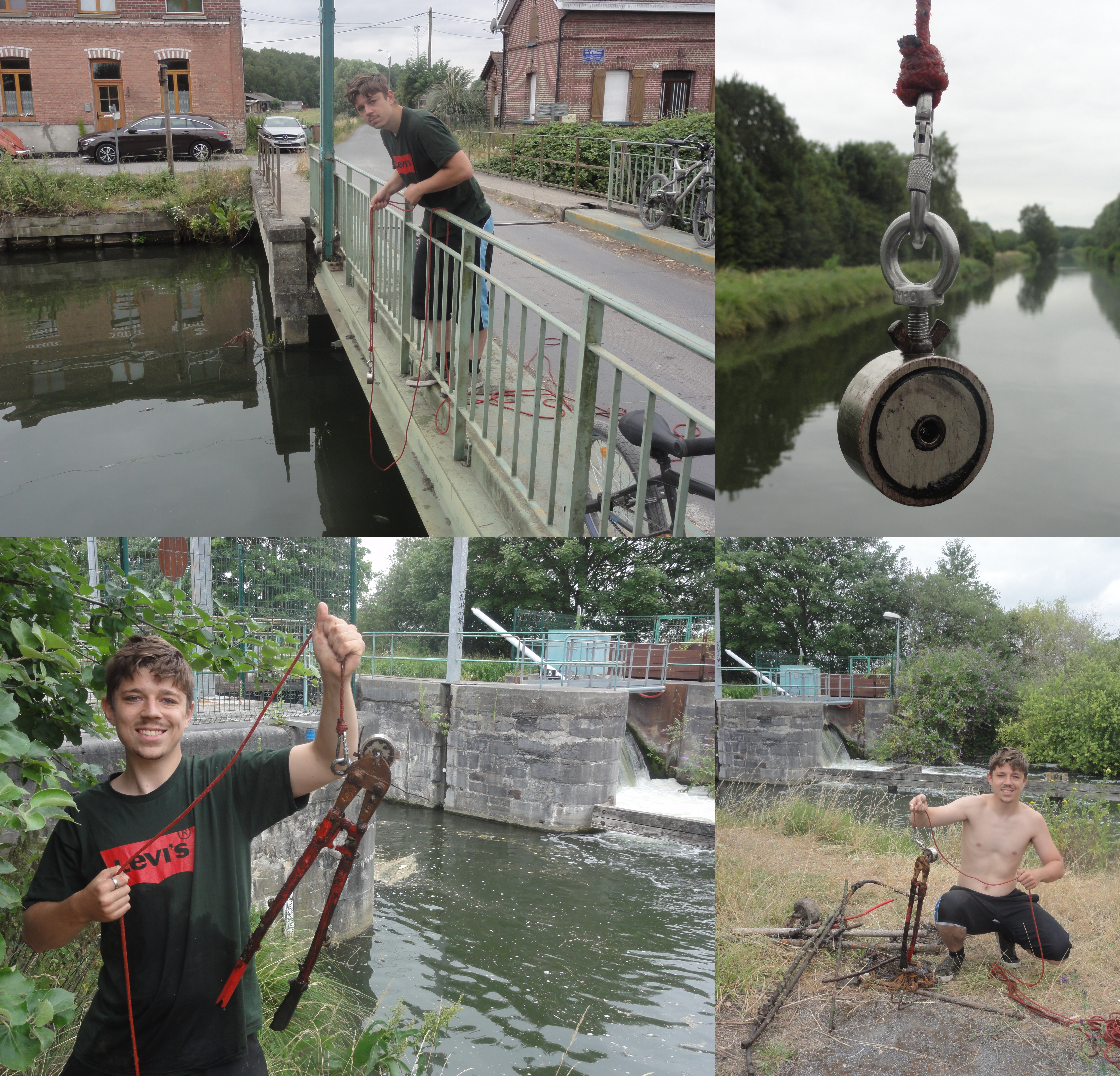

اصطياد المغناطيس أو صيد المغناطيس هو عملية بحث في المياه الخارجية عن المعادن المغنطة المتوفّرة فيها لجذبها بمغناطيس آخر قوي. باستعمال مغناطيس النيوديميوم القوي والرّخيص، أصبح هذا النّشاط شائعاً ومُفيداً.